# Les Vilains Petits Canards
Pour plus de détails, voir Fiche technique et Distribution.
Les Vilains Petits Canards est un film russe réalisé par Konstantin Lopouchanski, sorti en 2006.
C'est l'adaptation du roman du même nom d'Arcadi et Boris Strougatski.

## Fiche technique
- Titre français : Les Vilains Petits Canards
- Réalisation : Konstantin Lopouchanski
- Scénario : Konstantin Lopouchanski et Vyacheslav Rybakov d'après le roman d'Arcadi et Boris Strougatski
- Photographie : Vladislav Gourtchine
- Musique : Andreï Sigle
- Pays d'origine : Russie
- Format : Couleurs - 1,85:1
- Genre : drame, science-fiction
- Date de sortie :
  - Russie : 17 juin 2006 (Kinotavr 2006)

## Distribution
- Gregory Hlady : Viktor Banev
- Leonid Mozgovoï : Ayzek Golemba
- Alexeï Kortnev : Pavel Sumak

## Récompense
- Grand prix du jury des Utopiales 2007